# Paganisme germànic

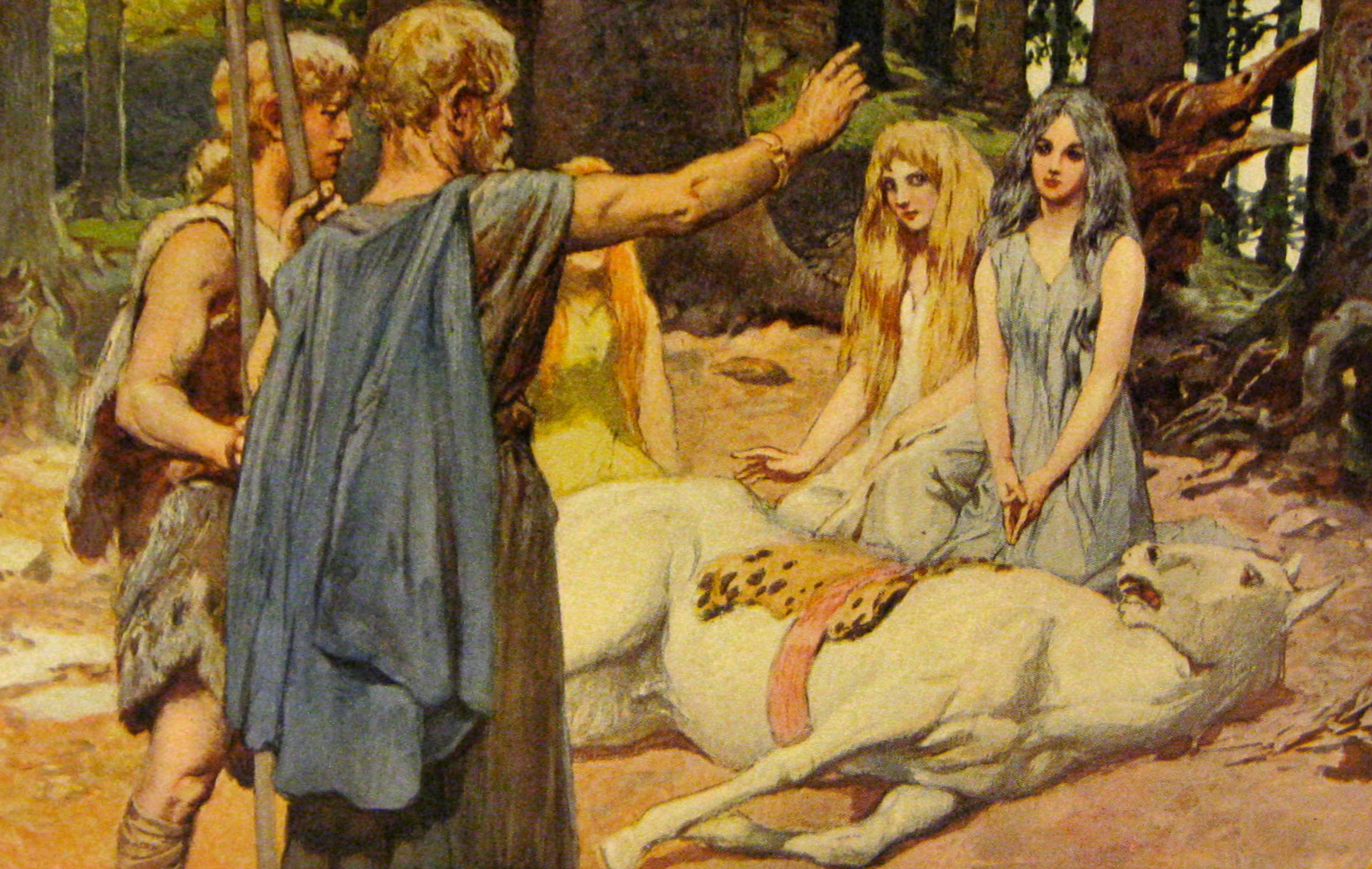
Representació d'Emil Doepler del segon encanteri de Merseburg, 1905. Amb encanteris, els déus de la mitologia germànica continental curen un cavall.

El paganisme germànic fa referència a les diverses pràctiques religioses dels pobles germànics des de l’ edat del ferro fins a la cristianització durant l'edat mitjana. Les pràctiques religioses representaven un element essencial de la primera cultura germànica. Tant a partir de restes arqueològiques com de fonts literàries, és possible rastrejar una sèrie de creences comunes o estretament relacionades entre els pobles germànics fins a l'edat mitjana, quan es van cristianitzar les darreres zones d’Escandinàvia. Arrelada a la religió protoindoeuropea, la religió proto-germànica es va expandir durant el període migratori, produint extensions com la religió nòrdica antiga entre els pobles germànics del nord, el paganisme practicat enmig dels pobles germànics continentals i el paganisme anglosaxó entre els pobles que continuaven parlant l'anglès antic. La religió germànica es pot documentar més abastament sobretot a partir dels textos dels segles x i xi procedents d’Escandinàvia i Islàndia.

## Dispersió geogràfica

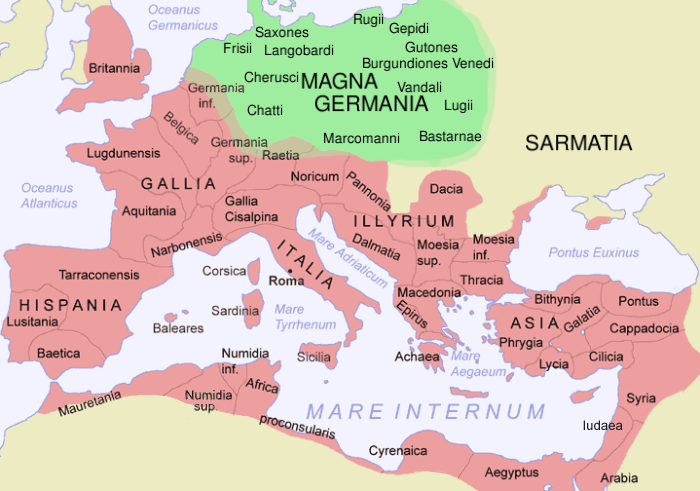
Mapa de l'Imperi Romà i la Magna Germania, c. 120 CE

Germania era el terme romà per a la zona est del Rin i del nord del Danubi i fins a les illes del mar Bàltic El seu homònim prové de Juli Cèsar, que el va utilitzar en el seu tractat sobre les guerres gal·les, Commentarii de Bello Gallico. El nucli germànic, Magna Germania, es trobava a l’antiga Europa a les terres baixes del nord d’Europa, que inclou sobretot l’actual Alemanya, els Països Baixos, Dinamarca i la península escandinava. No obstant això, els límits de Germania no estaven definits clarament, ja que grans poblacions germàniques vivien dins de les fronteres de l'Imperi Romà, i la influència romana arribava fins a la "Germania lliure" a través de la frontera de Limes. A Europa central, la cultura celta ja era dominant i les primeres pràctiques religioses germàniques estaven influïdes pels celtes. Més tard, elements de la cultura romana es van barrejar amb la cultura germànica, com demostren les proves arqueològiques de déus romans, estàtues i mineria d'or. Les persones germàniques mai no han constituït mai un grup uniforme amb una cultura comuna o omnipresent, però alguns sistemes generals de creença bàsics es coneixen en textos medievals, resultat d’una fusió de diverses creences a través de l'extensió de les tribus germàniques a tot Europa central. Entre els pobles germànics orientals, es poden distingir traces de paganisme gòtic a partir d’escassos artefactes i atestacions. Segons l'historiador John Thor Ewing, com a religió, la versió germànica consistia en "adoradors individuals, tradicions familiars i cultes regionals dins d'un marc generalment coherent".

## Fonts

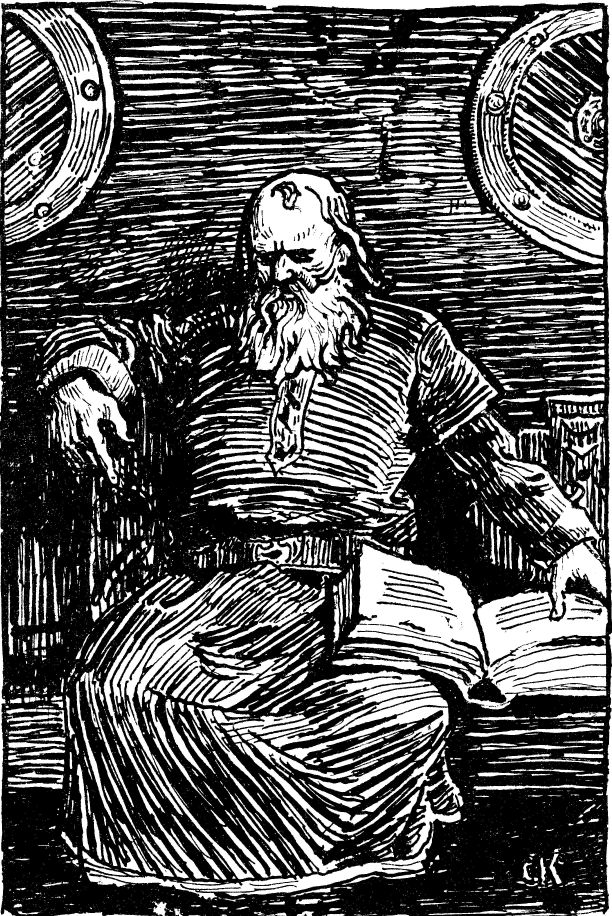
Les obres de l'historiador islandès del Snorri Sturluson són fonts inestimables sobre el paganisme germànic